# 奇普凯赖克
奇普凯赖克，是匈牙利沃什州所辖的一个村，总面积13.13平方公里，总人口346，人口密度26.4人/平方公里（2010年1月1日）。